# Blanca Jiménez Castillo
Blanca Jiménez Hernández (Puebla de Zaragoza, Puebla, 26 de septiembre de 1965) es una política mexicana, miembro del Partido Acción Nacional (PAN). Ha sido diputado federal de 2012 a 2015.

## Biografía
Es licenciada en Lengua y Literatura Española. Fue promotora del voto en la campaña presidencial del PAN en las elecciones de 2000 y en 2001 fue consejera de la asociación Hoy por Puebla. Miembro activo del PAN a partir de 2003, en 2004 fue voluntaria del DIF del municipio de Puebla.
En 2004 fue integrante de Mujeres por la Democracia, A.C., y en 2006 coordinadora de la Red Municipal de Mujeres en la campaña presidencial del PAN en las elecciones de dicho año. De 2008 a 2014 ejerció como directora general de la Clínica PREVENMUJER. En 2010 fue integrante del comité municipal del PAN y en 2012 del comité estatal, en 2010 y 2013 fue coordinadora de las campañas del PAN en los distritos 1 y 10, respectivamente.
En 2011 fue directora general del Instituto Poblano de las Mujeres por nombramiento de Eduardo Rivera Pérez, presidente municipal de Puebla. En 2012 fue postulada candidata del PAN a diputada federal por el Distrito 9 de Puebla, logrando la victoria, y siendo elegida para la LXII Legislatura de dicho año a 2015. En esta legislatura fue secretaria de la comisión de Igualdad de Género; así como integrante de las comisiones de Desarrollo Rural; de Salud; de Cultura y Cinematografía; y, del Centro de Estudios para el Adelanto de las Mujeres y la Equidad de Género.